# Final Fantasy XIII
Final Fantasy XIII (ファイナルファンタジーXIII Fainaru Fantajī Sātīn?) es un videojuego de rol desarrollado y producido por Square Enix y es la decimotercera entrega de la saga Final Fantasy. Fue lanzado para PlayStation 3 el 17 de diciembre de 2009 en Japón y el 9 de marzo de 2010 para el resto del mundo. La versión para Xbox 360 fue lanzada el 9 de mayo de 2010 en América del Norte y el 16 de diciembre la versión internacional en Japón. Final Fantasy XIII es el título estrella de la colección Fabula Nova Crystallis de Final Fantasy, la cual incluye también los juegos Final Fantasy XV (anteriormente versus XIII) y Final Fantasy Type-0, y además es el primer juego de Square Enix que utiliza el motor Crystal Tools. Final Fantasy XIII y los otros juegos de Fabula Nova Crystallis toman lugar en el mismo universo pero sin estar directamente relacionados. El 18 de enero de 2011 Square Enix anunció la secuela titulada Final Fantasy XIII-2.
El ambiente en Final Fantasy XIII posee tanto elementos futuristas como naturales, ya que este se desarrolla en una tierra salvaje e inhóspita llamada Paals y un mundo flotante llamado Cocoon, suspendido sobre la anterior, que posee una alta tecnología y con una gran cantidad de ciudades en su interior. La historia del juego se centra en seis personajes: Lightning, Snow, Sazh, Hope, Vanille y Fang, los cuales deben encontrar una forma de librarse de la maldición que un ente de cualidades mágicas les ha otorgado. Debido a esta maldición son perseguidos y despreciados por la mayoría de los habitantes de cocoon quienes los consideran una amenaza para su seguridad y la del mismo Cocoon.
Final Fantasy XIII utiliza el sistema de «batalla en tiempo continuo», pero más fluido que en anteriores juegos de la saga, ahora llamado «Batalla Optima» o «Command Sinergy Battle System». También incluye un nuevo método de desarrollo de los personajes llamado «Cristarium» reemplazando al sistema de «puntos de experiencia». Además el juego renueva el sistema de roles, visto en entregas anteriores, basándose en «formaciones», grupos de personajes con roles predeterminados. Elementos recurrentes de la saga, tales como los chocobos, las aeronaves y las invocaciones, vuelven en esta nueva entrega.
Fue anunciado durante el E3 2006, en el cual se mostró un tráiler y se reveló algo de información sobre su jugabilidad y argumento. El juego iba a ser originalmente para la PlayStation 2, pero se decidió finalmente desarrollarlo para la consola de séptima generación. Varios desarrolladores del juego, como Motomu Toriyama, Yoshinori Kitase y Tetsuya Nomura trabajaron en anteriores entregas de la saga. El juego recibió críticas mixtas, siendo alabado por su excelente calidad gráfica, argumento y sistema de batalla, pero duramente criticado por su linealidad. Hasta el 20 de septiembre de 2011 las ventas han alcanzado las 6,2 millones de copias a nivel mundial.

El 13 de noviembre de 2018, se agregó a la compatibilidad con versiones anteriores de Xbox One junto con sus secuelas, lo que lo hace jugable en la consola.  También es Xbox One X Enhanced, lo que le permite funcionar a una resolución más alta.
El 21 de septiembre de 2024 se filtró una posible remasterización de Final Fantasy XIII que llegaría a PlayStation 5, Xbox Series X y PC.

## Argumento

### Ambiente
El mundo en Final Fantasy XIII está constituido por Paals y Cocoon . Paals es un mundo salvaje e inhóspito habitado por temibles monstruos. Antiguamente estaba habitado por humanos, pero con el tiempo estos fueron muriendo y sus ciudades quedaron finalmente reducidas a escombros, lo que acabó con la vida humana en Paals. Cocoon es un mundo flotante de alta tecnología suspendido sobre Paals. Alberga millones de personas en su interior las cuales habitan en las numerosas ciudades que contiene, tales como Bodhum, un pueblo costero, Palumpolum y Nautilus, ciudad turística. Está gobernado por el Sanctum, quien controla también al ejército. Este último está dividido en dos organizaciones, la Guardia y el Psicom. La primera se encarga de velar por la seguridad de los habitantes y ciudades de Cocoon ; la segunda es el brazo armado del Sanctum y se encarga de las operaciones bélicas y de proteger cocoon de amenazas externas. Ambos mundos son dirigidos por los fal'Cie, entes de cualidades paranormales con un tremendo poder mágico. Los fal'Cie de Cocoon  se encargan de suministrar energía y alimentos necesarios para sustentar la vida de la sociedad, en cambio los fal'Cie de Paals se dedican a explorar y explotar la tierra. Ambos fal'Cie tienen la capacidad de «marcar» a los humanos convirtiéndolos en sus siervos, asignándoles una «misión» que desempeñar y otorgándoles poderes mágicos. Dichos siervos, llamados lu'Cie, poseen un tiempo limitado para cumplir su misión para no convertirse en Cie'th, formas de vida miserables con aspecto de monstruo destinado a una vida de pena y remordimiento. Si un lu'Cie cumple con éxito su misión se convierte en estatua de cristal y, según la leyenda, obtiene vida eterna. En ocasiones, cuando un lu'Cie se ha sentido sofocado por su misión, se han manifestado seres llamados Eidolones para aliviarlos de su carga.

### Personajes
- Lightning (ライトニング Raitoningu?): La protagonista principal y heroína de la historia. Es una joven habitante de Bodhum y miembro de La Guardia. Su verdadero nombre es Claire Farron (エクレール・ファロン Ekurēru Faron?), pero tras el fallecimiento de sus padres se lo cambia para olvidar esa etapa de su vida y vivir tranquilamente junto con su hermana Serah. Cuando Serah es convertida en lu'Cie y capturada dentro del fal'Cie Anima, Ligthning decide salvarla, lo que provoca que ella misma acabara transformada en lu'Cie y emprendiendo un viaje con el fin de salvar su vida. No confía en Snow al principio y cree que su hermana merece a alguien mejor que él, pero al pasar el tiempo lo acepta al ver que él está dispuesto a todo por Serah. Durante su viaje junto a Hope se encariñó con él, llegando a proponerse protegerlo.

- Oerba Día Vanille (ヲルバ＝ダイア・ヴァニラ Oruba Daia Vanira?): Es la narradora de los hechos y el personaje más importante del juego junto con Fang. Es una antigua habitante de Paals. Siglos atrás fue convertida en lu'Cie junto con Fang para después convertirse en cristal. Días antes del inicio del juego, despertaron y con ellas el fal'Cie Anima provocando la Purga y la conversión de Serah en un lu'Cie. Es responsable, sin quererlo, de que el hijo de Sazh se haya convertido en lu'Cie y haya sido secuestrado por el PSICOM. Durante la Purga se encuentra entre los exiliados rescatados por NORA, junto con Hope. Al final del juego se convierte en cristal junto con Fang y salva al Nido creando una torre de cristal para sostenerlo. Originalmente estaba planeado que Vanille fuera la protagonista en vez de Lightning debido a su importancia argumental, pero fue descartado ya que Lightning fue más promocionada en la demo del juego, aun así Vanille junto con Fang siguen siendo más importantes que Lightning en el argumento del juego.

- Snow Villiers (スノウ・ヴィリアース Sunou Viriāsu?): Es el héroe del juego. Es el prometido de Serah y líder de un grupo de rebeldes llamado NORA formado como resistencia contra el gobierno teocrático del Nido, el Sanctum. Es convertido en lu'Cie al intentar salvar a Serah del fal'Cie Anima. Además fue el responsable indirecto de la muerte de la madre de Hope, Nora, cosa que le atormenta aunque no lo parezca. Mantiene una relación tensa con Lightning al principio, quien no lo considera como una buena pareja para su hermana, pero mejora al demostrar que él está dispuesto a proteger a Serah y al Nido.

- Oerba Yun Fang (ヲルバ＝ユン・ファング Oruba-Yun Fangu?): Es una antigua habitante de Paals. Fue convertida en lu'Cie siglos atrás al igual que Vanille, para después convertirse en cristal. Sin embargo despertó días antes del comienzo de los eventos del juego. No recuerda nada acerca de su pasado, cosa que Vanille sí recuerda, ya que Fang fue Ragnarok. Lucha por evitar que su amiga Vanille se convierta en Cie'th, a quien quiere como una hermana, incluso es posible que de forma amorosa más que fraternal. Al final del juego salva al Nido convirtiéndose en cristal junto con Vanille para sostenerlo y evitar que colisione con Paals. Estaba previsto que Fang iba a ser un personaje masculino, héroe del juego, pero fue descartado.

- Sazh Katzroy (サッズ・カッツロイ Sazzu Kattsuroi?): Es un adulto de mediana edad y expiloto de aeronave. Tiene un hijo llamado Dahj, quien fue secuestrado por el Sanctum luego de que se convirtiera en lu'Cie. Conoce a Lightning al comienzo de la Purga y la acompaña en el tren de exiliados. Tiene también un chocobo bebe en la cabeza que en principio era un regalo para su hijo. Cuando descubre que Vanille era la responsable (sin quererlo) de que su hijo se convirtiese en lu'Cie, la persigue pero no puede matarla, ya que se había encariñado con ella.

- Hope Estheim (ホープ・エストハイム Hōpu Esutohaimu?): Es un joven exiliado quien fue arrestado y obligado a abandonar el Nido junto a su madre, Nora, debido a la Purga. Durante esta Snow y su grupo de rebeldes, NORA, liberan a la fuerza a una parte de los exiliados entre los que se encontraban Hope y su madre. Durante el enfrentamiento entre los exiliados liberados y el PSICOM, Nora muere. Hope culpa a Snow de esto, ya que el provocó el conflicto que mató a su madre. Sin embargo, él le perdona al saber que Snow sentía culpa por la muerte de su madre y que hizo lo posible por intentar salvarla.

- NORA (ノラ Nora?): Grupo de pelea liderado por Snow Villiers y compuesto por otros cuatro miembros que van en contra del estado del Nido: Maqui, un joven rubio experto en mecánica; Lebreau, una joven y descarada soldado; Yuj, un joven de largo pelo azul; y Gadot, mano derecha y mejor amigo de Snow.

- Serah Farron (セラ・ファロン Sera Faron?): Es la hermana menor de Lightning y prometida de Snow. Es convertida en lu'Cie durante un paseo por unas ruinas de Paals alojadas en el Nido. El día de La Purga queda atrapada en el fal'Cie Anima. Se le dio la misión para atraer a más potenciales lu'Cie a las ruinas donde reside Anima, la cual cumple sin saberlo cuando Lightning y Snow van a rescatarla, convirtiéndose en cristal. Cuando Orphan es derrotado despierta y se reencuentra con Snow y Lightning.

### Sinopsis
El juego comienza cuando un fal'Cie de Paals llamado Anima, es descubierto en una ciudad costera llamada Bodhum y amenaza con la seguridad del Nido, por lo que el Sanctum ordena la efectuación de un plan de emergencia llamado «La Purga», el cual consiste en el exiliar a todos los habitantes de Bodhum hacia Paals. En el transcurso de la Purga, Lightning, acompañada por un exiliado llamado Sazh, toma el control de un tren de transporte con intención de salvar a su hermana, Serah, que se encuentra convertida en un lu'Cie y atrapada en el fal'Cie Anima. Mientras esto sucede, un grupo de rebeldes llamado NORA, dirigidos por Snow, se encarga de liberar a la fuerza a los exiliados. En el transcurso de esta batalla, la madre de Hope, uno de los exiliados, muere. Por lo que este, acompañado por otra exiliada que conoció durante la batalla, llamada Vanille, se propone vengarse de Snow por haber causado el conflicto que mató a su madre. Los cinco llegan, por diversos motivos, hasta Serah, justo antes de que se convierta en cristal. Inmediatamente después se enfrentan contra el fal'Cie y este, derrotado, los marca. Como único mensaje de cuál podría ser su misión se les muestra una visión de una bestia llamada Ragnarok, destruyendo el Nido. Sin saber si su misión es evitar este suceso o provocarlo los cinco se emprenden en una travesía con el propósito de salvar sus vidas y evitar convertirse en Cie'th.
Durante este viaje, Snow es capturado por un general de la Guardia llamado Cid Raines y llevado a una aeronave de la Guardia en donde conoce a Fang, otra lu'Cie cuya misión parece ser la misma que la del resto del grupo. Por otra parte Lightning y Hope se separan del grupo y se dirigen a Palumpolum, en cambio Sazh y Vanille se dirigen a Nautilus, ciudad turística del Nido. En Palumpolum, Hope y Lightning se encuentran con Snow y Fang. Hope trata de matar a Snow, pero en el último momento se arrepiente y decide perdonarlo; y así los cuatro escapan de la ciudad en una nave voladora. En Nautilus, Vanille le revela a Sazh que ella y Fang provenían de Paals y eran lu'Cie mucho antes de su encuentro con el fal'Cie Anima. Además le confiesa que su despertar del sueño de cristal y su llegada al Nido, fue lo que provocó que el hijo de Sazh, Dahj, fuera marcado por un fal'Cie del Nido y capturado por el PSICOM. Sazh, enfadado, la persigue e intenta matarla, pero no puede y termina perdonándola. Poco después ambos son capturados por el PSICOM y enviados a la aeronave de batalla Palamecia.
Mientras tanto, el resto del grupo decide rescatar a Sazh y Vanille. Abordan el Palamecia y los liberan de su celda. Poco después se encuentran con Galenth Dysley, primarca del Sanctum. Este les confiesa que es, en realidad, un fal'Cie llamado Baldanders. Además les dice que su verdadera misión es acabar con el Huérfano, el fal'Cie que mantiene al Nido en pie y por lo tanto, cumplir su misión significaría destruir el mismo Nido. Luego de un breve enfrentamiento con Baldanders este los envía a Paals. Allí Vanille y Fang revelan que su anterior misión había sido la misma, destruir al Huérfano y acabar con el Nido, pero no lo lograron. En Paals el grupo se dirige hacia Oerba, el pueblo natal de Vanille y Fang, con la intención de encontrar algo que les ayudara a deshacerse de sus marcas. Sin embargo solo encuentran un pueblo fantasma, infestado de Cie'th y a Baldanders, con el que se enfrentan otra vez.
Después de esto el grupo regresa el Nido y se infiltra en Edén, la capital de este. Al llegar a la ciudad, se percatan de que está siendo atacada por bestias de Paals, liberadas por Baldanders. Abriéndose paso entre ellas llegan hasta el Huérfano, con el cual se enfrentan y finalmente derrotan cumpliendo su misión. Sin embargo antes de que el Nido se desmorone y colisione contra Paals, Vanille y Fang se sacrifican, convirtiéndose en Ragnarok, y finalmente en cristal, sosteniendo al Nido con una torre hecha de cristal. El resto del grupo despierta del sueño de cristal y se reencuentran con Serah y Dahj. Al final del juego se ve a los habitantes del Nido, emigrando a Paals desde el Nido, para comenzar una nueva vida.

## Sistema de Juego
El jugador controla directamente al líder del grupo desde una perspectiva en tercera persona, el cual puede interactuar con personas, objetos y enemigos a su alrededor. También se puede girar la cámara del juego alrededor del personaje, lo que permite una vista en 360°. El mundo en Final Fantasy XIII está escala con los personajes, a diferencia de otros juegos anteriores que representan algunos elementos con miniaturas. El juego posee también un minimapa, el cual identificara enemigos u objetivos. Durante la mayor parte del recorrido el jugador deberá movilizarse a pie, sin embargo en un punto avanzado del juego, se le permitirá montar chocobos. Mediante el menú del juego es posible acceder a una base de datos que contiene información acerca de la trama, personajes, comandos e incluso un detallado bestiario con información de cada uno de los enemigos con los que es posible combatir a lo largo del recorrido. A medida que el jugador avance en la historia encontrará «cápsulas de tesoro», las que contendrán objetos o dinero.
En ciertos puntos del juego se pueden encontrar «terminales de servicio», en ellas se puede guardar el progreso, además permiten acceder al «taller» y a las tiendas. El taller es el lugar en el cual se pueden mejorar los objetos del juego, ya sean armas u accesorios. En el caso de las armas, mejorar su ataque físico o mágico, así como otorgar resistencia o habilidades de batalla y en el caso de los accesorios mejorar sus cualidades específicas. En las diferentes tiendas es posible adquirir diversos productos como armas, materiales u objetos consumibles.

### Sistema de batalla
Al igual que en Final Fantasy XII, los enemigos están integrados en un campo abierto, por lo que es posible evadirlos o combatirlos. La batalla comienza cuando se toca a algún enemigo. Final Fantasy XIII utiliza un interpretación del sistema «Batalla en Tiempo Continuo», ahora llamado "Command sinergy" o barra "Optima" que combina el sistema de combate por turnos con las batallas en tiempo real de los juegos de acción. Durante el juego se podrá utilizar un máximo de tres personajes elegidos por el jugador.
Uno de los cambios más grandes respecto a otros juegos de la saga, es que durante las batallas solo se controlará al líder del grupo, siendo los otros dos personajes controlados por la inteligencia artificial del videojuego. Aunque las habilidades y tácticas de estos son completamente independientes, es posible tener un grado de influencia sobre sus acciones, eligiendo a un objetivo común, por ejemplo. Otra nueva característica es la implementación de la «barra Optima», que a diferencia del ATB, esta barra esté dividida en segmentos, los cuales se llenará a medida que transcurra el combate. Cada acción del personaje gastará una cierta cantidad de segmentos de la barra, dependiendo la acción. La cantidad de segmentos disponibles para cada personaje varía a medida que se avanza en el juego.
Otra novedad del juego es el sistema de roles. Estos consisten en seis: castigador, especializado en ataques físicos; fulminador, hábil con los ataques mágicos; sanador , cuya función es curar; protector, especializado en atraer y resistir los ataques; inspirador, que otorga a los miembros del grupo estados beneficiosos; y obstructor, el cual tiene la función de otorgar estados perjudiciales a los enemigos. A la combinación de diferentes roles se le llama «formación». Cada formación tiene una finalidad específica, ya sea ofensiva, defensiva, curativa, etc.
Existen diversas acciones que puede realizar el jugador durante el transcurso de un combate, y varían entre el uso de habilidades comunes, el uso de «habilidades PT» que ocupan «puntos tácticos» y la utilización de objetos, los cuales no gastan la barra Optima. También está la opción de realizar un comando automático en el cual la propia inteligencia artificial elige los movimientos más adecuados según la situación. Cada enemigo posee una «barra de cadena» que indica la cantidad de daño consecutivo que se le ha efectuado. Cuando la barra se llena el enemigo pasa al estado de «aturdido», en el que se debilita considerablemente. Una vez finalizada la batalla, se puntuará con estrellas, tomando en cuenta la velocidad en que se abatió al enemigo o los enemigos. También se obtienen objetos, llamados «botines» y puntos tácticos que sirven para realizar habilidades. La calidad de los botines depende directamente de la puntuación obtenida en la batalla.

### Cristarium
A diferencia de otros juegos de rol que usan puntos de experiencia, Final Fantasy XIII utiliza un sistema de mejora para los personajes llamado «Cristarium», similar al «Tablero de Esferas» utilizado en Final Fantasy X y al sistema de «Licencias» de Final Fantasy XII. Este sistema consiste en una secuencia de habilidades y mejoras divididas por rol, con diferentes habilidades para cada uno. Para desarrollar a los personajes en el Cristarium se utilizan lo «Puntos de Cristal» (PC) ganados en batalla. Al igual que en Final Fantasy X, el jugador podrá mejorar la habilidades de los personajes tales como ataque mágico, ataque físico y vitalidad, además el Cristarium permitirá el aprendizaje de nuevas habilidades y poderes. Al comienzo del juego el Cristarium se encontrará muy limitado, pero a medida que el jugador vaya avanzando en la trama se desbloquearan todas las habilidades y roles.

### Eidolones
Al igual que en anteriores juegos de la serie Final Fantasy las invocaciones son una parte importante del juego, llamándose en esta nueva entrega «eidolones». Estos son grandes bestias mecánicas que solo son utilizables una vez que el jugador las derrote. Los eidolones poseen dos modos durante la batalla. El primero es el «modo normal», en el cual el eidolón ataca independiente de las acciones del jugador. El segundo es el «modo empatía» en el cual el jugador tendrá control directo de las acciones del eidolón. Los eidolones tiene una gran participación en los eventos del juego, a veces dándole nuevos ánimos a algún personaje que este pronto a rendirse o usados como medio de transporte. Cada eidolón es característico de uno de los seis personajes. Existen seis eidolones: Odín, Shiva, Brunilda, Alejandro, Bahamut y Hecatónquiro, los cuales pertenecen a Lightning, Snow, Sazh, Hope, Fang y Vanille respectivamente.

## Producción

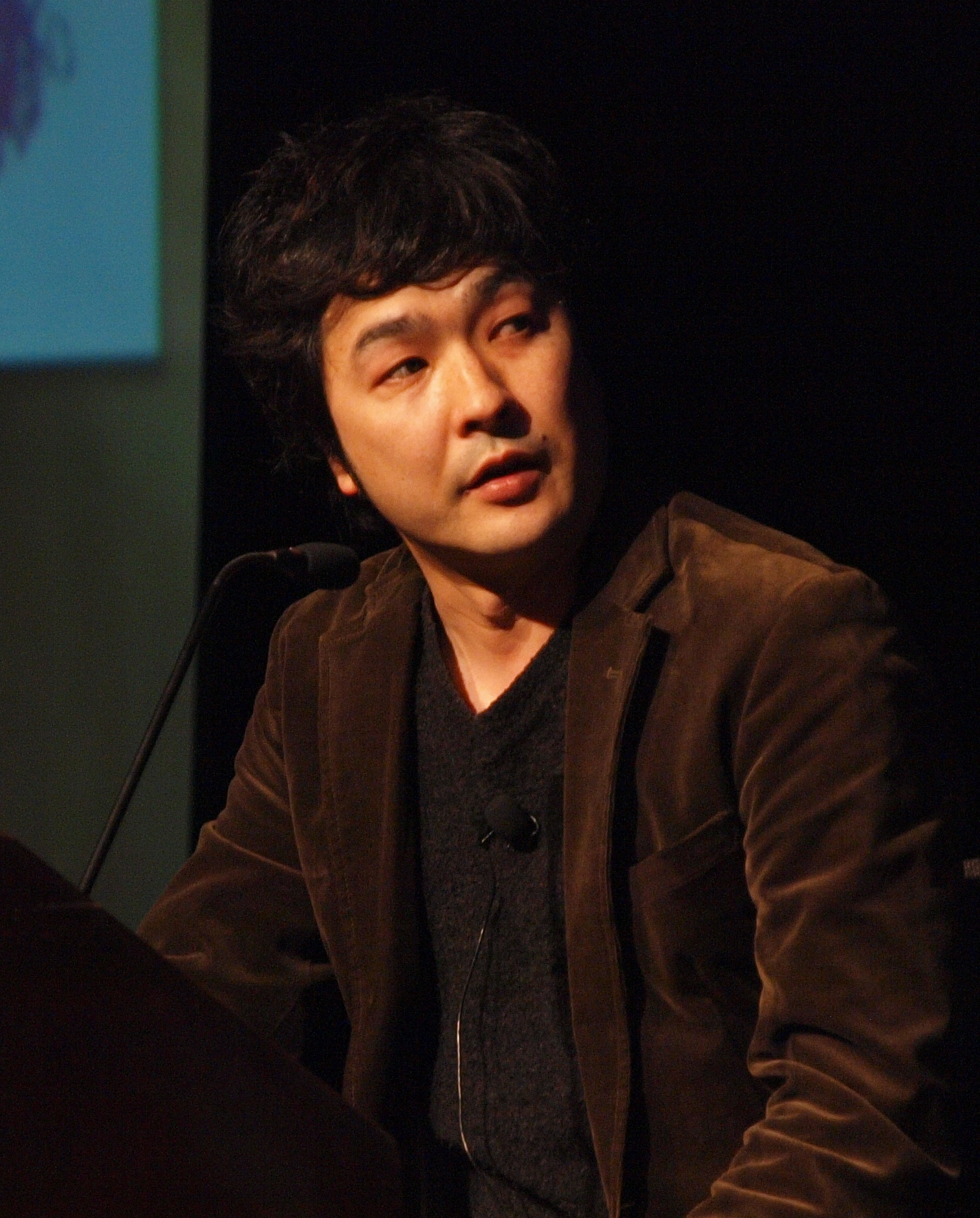
Motomu Toriyama, director del juego, en la Game Developers Conference 2010

El desarrollo de Final Fantasy XIII comenzó en abril de 2005, justo después del lanzamiento de 'Final Fantasy X-2 International + Last Mission' en Japón. El proyecto fue en un principio pensado para la consola PlayStation 2, pero debido a la gran aceptación de la demostración técnica de la introducción de Final Fantasy VII, creada con el motivo de mostrar el potencial de la PlayStation 3 y mostrada en mayo de 2005, se decidió desarrollarlo para esta consola. Para ello, Square Enix decidió diseñar un nuevo motor gráfico multiplataforma para videoconsolas de séptima generación llamado Crystal Tools —originalmente conocido como «White Engine»—. La empresa pensó que una vez listo el nuevo motor, el desarrollo del juego se aceleraría, pero sin embargo, el retraso fue mayor al previsto debido a que el nuevo motor debió acomodarse a las necesidades de otros juegos posteriores. Final Fantasy XIII fue anunciado oficialmente en el Electronic Entertainment Expo 2006, en el cual también fue mostrado un teaser tráiler con escenas demostrativas el cual, sin embargo, no dio información acerca de la jugabilidad. También fueron anunciados otros dos juegos: Final Fantasy Versus XIII, para la PlayStation 3 y Final Fantasy Type-0 —inicialmente llamado Final Fantasy Agito XIII— para la PlayStation Portable. Los tres videojuegos forman parte de la serie Fabula Nova Crystallis. Square Enix explicó que, aunque los tres juegos poseen temáticas similares, no están relacionados en cuestión de argumento. Miembros del equipo de desarrollo de Final Fantasy Versus XIII colaboraron en el desarrollo de Final Fantasy XIII.
Varios de los desarrolladores del juego han trabajado en anteriores entregas de la serie. Motomu Toriyama, director del juego, participó en la dirección de Final Fantasy X y Final Fantasy X-2. Yoshinori Kitase, productor del proyecto, participó en el desarrollo muchos juegos de la serie desde Final Fantasy V. Tetsuya Nomura, diseñador de personajes realizó el mismo papel en los Final Fantasy VII, VIII, X y X-2. Además el diseñador del sistema de combate de Final Fantasy X, Toshiro Tsuchida, regresó con la misma función. Como primer videojuego de la serie para PlayStation 3, el equipo de producción se esforzó en que se destacara tal como lo hicieron Final Fantasy VII y Final Fantasy X como primeros videojuegos en sus respectivas consolas. Su objetivo era vender cinco millones de copias del juego. En una entrevista, Motomu Toriyama, expresó sus intenciones de crear un videojuego con una historia fuerte y más centrada en drama humano y en las emociones de los personajes. Toshiro Tsuchide decidió conservar el sistema de combate estratégico basado en batallas independientes, el cual surgió por el deseo de crear batallas similares a las vista en la película Final Fantasy VII: Advent Children.
Durante su desarrollo el proyecto de dividió en departamentos los cuales se especializaron en áreas específicas del juego, ya sea la creación de un escenario o el diseño de algún personaje, por lo que cada escenario dentro del juego fue creado de forma independiente. Después de que el diseño inicial se aprobó los equipos se separaron y se enfocaron en su función específica. Debido a esto, las novedades o decisiones en la producción del juego se demoraban demasiado en ser comunicadas a los demás, lo que afectó en gran medida el progreso del juego ya que varias secciones que estaban ya totalmente desarrolladas, fueron eliminadas o minimizadas.
El personaje de Lightning fue concebido con la intención de crear un individuo con mayor personalidad, más independiente y menos femenino en comparación a otros protagonistas del mismo género en anteriores Final Fantasy. Además, se basó en el personaje de Final Fantasy VII, Cloud Strife. El personaje de Fang era originalmente un hombre, pero se le cambió de género al final de su desarrollo porque coincidía mejor con el diseño definitivo. Los avances en la capacidad gráfica de las consolas PS3 y Xbox 360, permitieron la utilización de elementos más complejos durante la creación de personajes, los cuales son apreciables en el vestuario de Lightning o en las expresiones faciales de los personajes. Esto también significó que el equipo de diseño debió trabajar mucho más en cada personaje y área del juego.
A diferencia de anteriores entregas de la saga, Final Fantasy XIII no se inspiró en el ambiente o la cultura oriental, sino que fue basado en Estados Unidos. Paals se basó en fotografías que el equipo de producción tomó por todo el país y el Nido fue concebido como un crisol de diferentes culturas. Isamu Kamikokuryo, el director artístico, reveló en una entrevista que muchos escenarios del juego, como la casa de Lightning o la base secreta de Nora, fueron removidos de la versión final debido a inconvenientes con la duración del mismo. Dichos contenidos se encontraban en diferentes etapas del desarrollo del juego y fueron removidos poco antes de su finalización. Kamikokuryo afirmó que el contenido removido era suficiente para crear otro juego. El título no contiene ciudades ni pueblos explorables debido a que, según una entrevista con el director, no lograron hacerlos tan gráficamente atractivos como el resto del juego y decidieron eliminarlos. En un principio se pensó incluir contenido descargable que incluiría nuevas zonas, misiones y armas, pero dicha idea fue eliminada debido a problemas en la calidad a fines del proyecto y a las dificultades para adaptarla a las dos consolas compatibles.
Una demo jugable fue incluida en la versión japonesa extendida de la película Final Fantasy VII: Advent Children lanzada el 16 de abril de 2009. La demo, pese a no estar en los planes originales de los desarrolladores, ayudó a los mismos a obtener una visión general del proyecto. Esto ayudó a reconocer y priorizar los aspectos que necesitaban ser mejorados, lo cual aumentó la eficiencia en lo que quedaba del juego. Se trató de atraer tanto a la audiencia japonesa como occidental, por lo que se tomaron en cuenta los intereses de ambas. La localización del proyecto a occidente, comenzó mientras todavía se estaba desarrollando con el fin de reducir la demora entre la versión japonesa y las del resto del mundo. El juego iba a ser exclusivamente para la PlayStation 3, pero más tarde fue anunciada una versión para Xbox 360. Debido a las limitaciones de la consola de Microsoft, dicha versión posee una resolución menor a la original.

### Música
La banda sonora del juego fue compuesta por Masashi Hamauzu, quien también participó como compositor en Final Fantasy X y Dirge of Cerberus: Final Fantasy VII. Fue el primer juego de la saga principal en el cual Nobuo Uematsu no contribuyó en la composición de la banda sonora. También recibió la colaboración de la Orquesta Filarmónica de Varsovia, organizada por Yoshihisa Hirano, Toshiyuki Oomori y Kunihito Shiina. El tema principal del juego en su versión japonesa, compuesto específicamente para él, es
«Kimi ga Iru Kara» (君がいるから?) de Sayuri Sugawara. En la versión occidental dicho tema fue sustituido por «My Hands», una canción de Leona Lewis contenida en su álbum Echo. El presidente de Square Enix, Yoichi Wada, dijo que hubiera preferido que la división americana de la empresa creara una canción original, pero la falta de personal llevó a la decisión de utilizar una canción existente. Fue elegida como banda sonora del año durante los premios Golden Joystick.
Se han publicado varios álbumes con la música del juego. El 27 de enero de 2010, Square Enix lanzó la banda sonora principal en cuatro discos compactos titulada Final Fantasy XIII Original Soundtrack. El álbum vendió 16 000 copias el día de su lanzamiento. La compañía lanzó, además, dos discos de vinilo, W/F: Music from Final Fantasy XIII y W/F: Music from Final Fantasy XIII Gentle Reveries, que contienen una selección de temas de la banda sonora. El 26 de marzo de 2010 puso a la venta un álbum recopilatorio con algunas pistas del juego titulado Final Fantasy XIII Original Soundtrack -PLUS-. El álbum incluye material inédito, como temas eliminados o nuevas versiones de aquellos ya utilizados en el juego. Piano Collections Final Fantasy XIII, un álbum con adaptaciones a piano de algunos temas del juego, fue lanzado el 21 de julio de 2010 por Square Enix.
Lista de canciones de Final Fantasy XIII Original Soundtrack
 La traducción literal de algunos títulos al inglés están entre paréntesis en caso de diferir con la oficial.

| Disco 1 |                                                           |                                                                |          |  |
| N.º     | Título                                                    | Título en japonés (Romanización)                               | Duración |  |
| 1.      | «Prelude to FINAL FANTASY XIII»                           | FINAL FANTASY XIII プレリュード (FINAL FANTASY XIII Pureryūdo) | 2:55     |  |
| 2.      | «FINAL FANTASY XIII - The Promise»                        | FINAL FANTASY XIII ～誓い～ (FINAL FANTASY XIII ~Chikai~)      | 1:33     |  |
| 3.      | «The Thirteenth Day»                                      | 第13日 (Daijūsannichi)                                         | 0:54     |  |
| 4.      | «Defiers of Fate»                                         | 運命への反逆 (Unmei e no Hangyaku)                             | 2:24     |  |
| 5.      | «Saber's Edge» ("Blaze Edge")                             | ブレイズエッジ (Bureizu Ejji)                                  | 3:14     |  |
| 6.      | «The Hanging Edge» ("The Restricted Zone of Hanged Edge") | 封鎖区画ハングドエッジ (Fūsa Kukaku Hangudo Ejji)              | 3:26     |  |
| 7.      | «Those For the Purge»                                     | パージされる者たち (Pājisareru Mono-tachi)                     | 3:05     |  |
| 8.      | «The Warpath Home»                                        | 帰るための戦い (Kaeru Tame no Tatakai)                         | 3:32     |  |
| 9.      | «The Pulse Fal'Cie»                                       | 下界のファルシ (Parusu no Farushi)                             | 1:13     |  |
| 10.     | «Face It Later»                                           | 逃げてもいいの (Nigete mo Ī no)                                | 0:55     |  |
| 11.     | «Snow's Theme»                                            | スノウのテーマ (Sunō no Tēma)                                  | 3:48     |  |
| 12.     | «The Vestige»                                             | 異跡 (Iseki)                                                   | 2:48     |  |
| 13.     | «Ragnarok»                                                | ラグナロク (Ragunaroku)                                        | 3:47     |  |
| 14.     | «In the Sky That Night» ("The Sky of that Day")           | あの日の空 (Ano Hi no Sora)                                    | 1:24     |  |
| 15.     | «Promised Eternity» ("Eternal Oath")                      | 永遠の誓い (Eien no Chikai)                                    | 2:24     |  |
| 16.     | «Eternal Love (Short Version)»                            | Eternal Love (Short Version)                                   | 3:27     |  |
| 17.     | «Lake Bresha»                                             | ビルジ湖 (Biruji Ko)                                           | 4:11     |  |
| 18.     | «The Pulse L'Cie»                                         | 下界のルシたち (Parusu no Rushi-tachi)                         | 1:37     |  |
| 19.     | «Eidolons»                                                | 召喚獣 (Shōkanjū)                                              | 2:50     |  |

| Disco 2 |                                                       |                                                    |          |  |
| N.º     | Título                                                | Título en japonés (Romanización)                   | Duración |  |
| 1.      | «Blinded By Light» ("Flash")                          | 閃光 (Senkō)                                       | 2:55     |  |
| 2.      | «Glory's Fanfare»                                     | 栄光のファンファーレ (Enkō no Fanfāre)             | 0:08     |  |
| 3.      | «Battle Results»                                      | バトルリザルト (Batoru Rizaruto)                   | 1:15     |  |
| 4.      | «A Brief Respite»                                     | つかのまの安息 (Tsukanoma no Ansoku)               | 2:08     |  |
| 5.      | «Cavalry Theme»                                       | 騎兵隊のテーマ (Kiheitai no Tēma)                  | 2:38     |  |
| 6.      | «Escape»                                              | 脱出 (Dasshutsu)                                   | 1:59     |  |
| 7.      | «Crash Landing»                                       | 撃墜 (Gekitsui)                                    | 1:04     |  |
| 8.      | «Daddy's Got the Blues» ("Afro Blues")                | アフロブルース (Afuro Burūzu)                      | 4:28     |  |
| 9.      | «The Vile Peaks» ("The Abandoned Area of Vile Peaks") | 遺棄領域ヴァイルピークス (Iki Ryōiki Vairu Pīkusu) | 3:02     |  |
| 10.     | «Lightning's Theme»                                   | ライトニングのテーマ (Raitoningu no Tēma)          | 2:26     |  |
| 11.     | «Sazh's Theme»                                        | サッズのテーマ (Sazzu no Tēma)                     | 3:25     |  |
| 12.     | «March of the Dreadnoughts» ("Dreadnought Assault!")  | ドレッドノート大爆進！ (Doreddonōto Daibakushin!)  | 2:31     |  |
| 13.     | «The Gapra Whitewood»                                 | ガプラ樹林 (Gapura Jurin)                          | 2:45     |  |
| 14.     | «Tension in the Air» ("Tension")                      | 緊迫 (Kinpaku)                                     | 3:28     |  |
| 15.     | «Forever Fugitives» ("Endless Sprint")                | 果てなき疾走 (Hatenaki Shissō)                     | 1:50     |  |
| 16.     | «The Sunleth Waterscape»                              | サンレス水郷 (Sanresu Suigō)                       | 3:46     |  |
| 17.     | «Lost Hope»                                           | 見失った希望 (Miushinatta Kibō)                    | 2:58     |  |
| 18.     | «To Hunt L'Cie» ("L'Cie Hunting Operation")           | ルシ狩り作戦 (Rushi Kari Sakusen)                  | 2:40     |  |
| 19.     | «No Way to Live» ("Hopeless Conflict")                | 希望なき闘争 (Kibōnaki Tōsō)                       | 2:04     |  |
| 20.     | «Sustained by Hate» ("The End of Love and Hate")      | 恩讐の果て (Onshū no Hate)                         | 2:38     |  |
| 21.     | «The Pulse L'Cie» ("The Gran Pulse l'Cie")            | グラン=パルスのルシ (Guran-Parusu no Rushi)        | 4:12     |  |
| 22.     | «Serah's Theme»                                       | セラのテーマ (Sera no Tēma)                        | 1:30     |  |

| Disco 3 |                                                                                  |                                                                        |          |  |
| N.º     | Título                                                                           | Título en japonés (Romanización)                                       | Duración |  |
| 1.      | «Can't Catch a Break» ("Daddy Has to Fight!")                                    | 父ちゃん奮闘だぁ! (Tō-chan Funtō da!)                                  | 5:20     |  |
| 2.      | «PSICOM»                                                                         | PSICOM                                                                 | 1:02     |  |
| 3.      | «Hope's Theme»                                                                   | ホープのテーマ (Hōpu no Tēma)                                          | 3:30     |  |
| 4.      | «This Is Your Home»                                                              | おまえの家はここだ (Omae no Uchi wa Koko da)                           | 2:16     |  |
| 5.      | «Atonement»                                                                      | 償い (Tsugunai)                                                        | 4:24     |  |
| 6.      | «Vanille's Theme»                                                                | ヴァニラのテーマ (Vanira no Tēma)                                      | 3:00     |  |
| 7.      | «The Final Stage» ("The Appointed Time")                                         | 刻限 (Kokugen)                                                         | 0:42     |  |
| 8.      | «The Pompa Sancta»                                                               | ポンパ・サンクタ (Ponpa Sankuta)                                       | 2:12     |  |
| 9.      | «Nautilus» ("The Pleasure City of Nautilus")                                     | 歓楽都市ノーチラス (Kanraku Toshi Nōchiarasu)                          | 4:58     |  |
| 10.     | «Chocobos of Cocoon - Chasing Dreams» ("Cocoon de Chocobo ~Let's Have a Dream~") | コクーンdeチョコボ～夢をみようよ～ (Kokūn de Chokobo ~Yume o Miyō yo~) | 2:57     |  |
| 11.     | «Feast of Betrayal» ("Feast of Lies")                                            | 偽りの饗宴 (Itsuwari no Kyōen)                                         | 3:17     |  |
| 12.     | «Eidolons on Parade» ("The End of the Dream")                                    | 夢の終わり (Yume no Owari)                                             | 3:36     |  |
| 13.     | «Test of the L'Cie»                                                              | ルシの試練 (Rushi no Shiren)                                           | 2:23     |  |
| 14.     | «All the World Against Us» ("Enemies of the World")                              | 世界の敵 (Sekai no Teki)                                               | 1:16     |  |
| 15.     | «Game Over»                                                                      | ゲームオーバー (Gēmu Ōbā)                                              | 1:15     |  |
| 16.     | «Primarch Dysley»                                                                | 聖府代表ダイスリー (Seifu Daihyō Daisurī)                              | 3:03     |  |
| 17.     | «Fighting Fate» ("Opposition to Fate")                                           | 宿命への抗い (Unmei e no Aragai)                                       | 2:28     |  |
| 18.     | «Separate Paths» ("The Feelings of the L'Cie")                                   | ルシたちの想い (Rushi-tachi no Omoi)                                   | 2:42     |  |
| 19.     | «Setting You Free» ("Successing Will")                                           | 継ぎゆく意志 (Tsugiyuku Ishi)                                          | 2:17     |  |
| 20.     | «Desperate Struggle»                                                             | 死闘 (Shitō)                                                           | 3:49     |  |
| 21.     | «Mysteries Abound» ("Mysteries")                                                 | 神秘 (Shinpi)                                                          | 2:41     |  |
| 22.     | «Will to Fight» ("Choose to Fight")                                              | Choose to Fight                                                        | 4:20     |  |

| Disco 4 |                                                                          |                                                               |          |  |
| N.º     | Título                                                                   | Título en japonés (Romanización)                              | Duración |  |
| 1.      | «Fang's Theme»                                                           | ファングのテーマ (Fangu no Tēma)                              | 3:31     |  |
| 2.      | «Terra Incógnita» ("The Foreign Continent of Gran Pulse")                | 異境大陸グラン=パルス (Ikyō Tairiku Guran-Parusu)             | 2:18     |  |
| 3.      | «The Archylte Steppe»                                                    | アルカキルティ大平原 (Arukakiruti Daiheigen)                  | 4:25     |  |
| 4.      | «Chocobos of Pulse» ("Pulse de Chocobo")                                 | パルスdeチョコボ (Parusu de Chokobo)                          | 4:18     |  |
| 5.      | «The Yaschas Massif» ("Mount Yaschas")                                   | ヤシャス山 (Yashasu San)                                      | 2:11     |  |
| 6.      | «Memories of Happier Days» ("Tender Memories")                           | 優しい思い出 (Yasashī Omoide)                                 | 3:13     |  |
| 7.      | «Sulyya Springs» ("Sulyya Lake")                                         | スーリヤ湖 (Sūriya Ko)                                        | 3:25     |  |
| 8.      | «Taejin's Tower»                                                         | テージンタワー (Tējin Tawā)                                   | 3:08     |  |
| 9.      | «Dust to Dust» ("Colorless World")                                       | 色のない世界 (Iro no nai Sekai)                               | 3:49     |  |
| 10.     | «The Road Home»                                                          | 帰郷 (Kikyō)                                                  | 1:07     |  |
| 11.     | «Start Your Engines» ("Countdown")                                       | カウントダウン (Kauntodaun)                                   | 3:23     |  |
| 12.     | «Eden Under Siege» ("Tumultuous Eden")                                   | 動乱のエデン (Dōran no Eden)                                  | 2:33     |  |
| 13.     | «The Cradle Will Fall» ("Cradle of Demise")                              | 終焉の揺籃 (Shūen no Yōran)                                   | 3:58     |  |
| 14.     | «Born Anew» ("Birth")                                                    | 降誕 (Kōtan)                                                  | 2:59     |  |
| 15.     | «Sinful Hope»                                                            | 罪深き希望 (Tsumibukaki Kibō)                                 | 3:44     |  |
| 16.     | «Fabula Nova Crystallis»                                                 | ファブラ・ノヴァ・クリスタリス (Fabura Nova Kurisutarisu)     | 2:40     |  |
| 17.     | «FINAL FANTASY XIII - Miracles»                                          | FINAL FANTASY XIII ～奇跡～ (FINAL FANTASY XIII ~Kiseki~)     | 2:49     |  |
| 18.     | «Focus»                                                                  | 使命 (Shimei)                                                 | 2:21     |  |
| 19.     | «Nascent Requiem»                                                        | 生誕のレクイエム (Seitan no Rekuiemu)                         | 5:03     |  |
| 20.     | «Determination»                                                          | 決意 (Ketsui)                                                 | 3:22     |  |
| 21.     | «Kimi ga Irukara (Long Version)» ("Because You Are Here (Long Version)") | 君がいるから (Long Version) (Kimi ga Iru kara (Long Version)) | 6:22     |  |
| 22.     | «Ending Credits»                                                         | エンディングロール (Endingu Rōru)                             | 4:42     |  |

## Recepción

### Comercial
El día de su lanzamiento se vendieron más de un millón de copias en Japón y para finales de 2009 cerca de 1,7 millones de copias. Square Enix previó las altas ventas y ordenó 1,8 millones de copias para el día del lanzamiento en Japón. En Norteamérica las ventas superaron el millón de copias en el primer mes y en el Reino Unido se convirtió en el videojuego con las ventas más altas cinco días después de su lanzamiento, con lo que Square Enix declaró que fue el juego mejor vendido de la franquicia. Para abril del mismo año, las ventas en Estados Unidos para PS3 y Xbox 360 alcanzaron las 800 000 y 400 000 unidades respectivamente. Hasta el 18 de mayo de 2010 las ventas habían alcanzado los 5,5 millones de copias a nivel mundial, y el 20 de septiembre de 2011 llegaron a las 6,2 millones de copias.

### Crítica
Las críticas fueron en general mixtas. La revista japonesa Famitsu lo calificó con 39 de 40. La revista Dengeki elogió el sistema de batalla calificándolo como «versátil» y «estratégico», y calificó al juego con una puntuación de 120, al ser la máxima puntuación (100) insuficiente. Fue nominado a mejor juego de rol durante los Spike Video Game Awards.
Tanto los gráficos como los efectos visuales fueron alabados por los críticos. Edge dio buenas críticas al ambiente del juego, calificándolo de «extraordinario» y describiendo al Nido como «un entorno inspirador, su mezcla de alta tecnología y paisajes aéreos bendecidos con una vitalidad y colores vivos que a menudo dejan con la boca abierta» y al Gran Paals como «un entorno salvaje e impresionante tanto por su magnitud como por las colosales bestias que lo habitan». También recibió críticas positivas debido a sus escenas cinematográficas y la poca diferencia entra esta y el modo de juego en tiempo real. Las críticas a la banda sonora del juego fueron ampliamente favorecedoras y según Wired, «Masashi Hamauzu llega con una banda sonora con coros atrayentes y melodías de bombeo de sangre de batalla». Meristation destacó la excelente sincronización del doblaje y la utilización de actores de doblaje exclusivos para cada personaje.
El sistema de batallas obtuvo reseñas positivas, siendo calificado de fluido y práctico. Edge lo consideró como uno de los mejores del género, mientras que VideoGamer.com elogió tanto la inteligencia artificial como su versatilidad. A su vez, 1UP alabó la participación durante la batalla a pesar de que dos tercios de los personajes jugables sean manejados por la inteligencia artificial. El argumento recibió críticas diversas; Wired lo definió como «más humano y menos esotérico que en juegos anteriores» y diversas reseñas lo clasificaron de absorbente e interesante, sin embargo otras resaltaron el exceso de clichés en la historia y en sus personajes.
La mayoría de las críticas se enfocaron en su linealidad, principalmente durante la primera mitad del juego, así como en su falta de ciudades e interacciones con personajes no jugables. GamePro describió los primeros once capítulos como «un viaje a través de un largo pasillo infestado de enemigos hasta un punto naranja en el minimapa, en donde te espera una animación, una lucha contra un jefe o ambas». En cambio, tanto Gamesradar como GameSpot apreciaron la linealidad de este. El primero argumentó que permite una experiencia más enfocada y un mejor ritmo de juego, mientras que el segundo afirmó que fue un «movimiento inteligente», ya que evita el estancamiento durante la trama. También recibió críticas debido a la linealidad en el desarrollo de habilidades por medio del Cristarium, principalmente en los primeros capítulos. Todo esto hace que varias reseñas consideren el juego «aburrido» hasta llegar a la parte más abierta de este. Sin embargo, pese a la falta de libertad durante la parte inicial en el Nido, Edge afirmó que al poco tiempo de haber llegado a Paals, el juego llega a un punto de mayor deleite en el cual se ofrece la posibilidad de hacer misiones de caza o explorar el área en busca de zonas desconocidas.

### Respuesta a las críticas
Después del lanzamiento del juego y en respuesta a las críticas hacia este, las cuales se enfocaron principalmente en la excesiva linealidad que poseía, Motomu Toriyama, director del juego, afirmó que muchos de los críticos lo analizaron desde un punto de vista occidental, comparándolo con otros juegos del mismo género que sí daban un mundo abierto. Además afirmó que «se vuelve muy difícil contar una historia atractiva cuando se da mucha libertad al jugador». Más adelante, durante una entrevista en julio de 2011, Toriyama admitió que los mayores problemas del juego fueron la linealidad, la falta de ciudades para explorar y la insuficiencia de interacciones entre el jugador y el entorno. En la misma entrevista Yoshinori Kitase se refirió al largo tiempo de espera hasta que se tiene acceso a todos los elementos del juego como una crítica común y que muchos de los jugadores lo considereron como un «tutorial alargado». El presidente de Square Enix, Yoichi Wada, expresó su opinión respecto a las críticas que recibió el juego diciendo que, si bien algunas fueron buenas otras no le gustaron mucho. Después mostró sus dudas respecto al rumbo de la saga, afirmando que los consumidores tienen diferentes opiniones y que es muy difícil decidir a cual escuchar.

### Lanzamiento y productos relacionados
El juego fue lanzado en Japón el 17 de diciembre de 2009, y en América del Norte, Europa y Australia el 9 de marzo de 2010. El estreno del juego se realizó el 27 de septiembre de 2009 en Tokio, Japón. En este el presidente de Square Enix, Yoichi Wada, anunció la fecha de lanzamiento oficial del juego. También fue mostrado un tráiler con contenido inédito acerca de los personajes y la trama del juego. Durante el estreno la distribuidora de bebidas alcohólicas, Suntory, anunció el lanzamiento de una bebida energizante llamada Final Fantasy XIII Elixir creada para promover el juego. También se les permitió a quienes asistieron probar dos demos jugables.
Contenido relativo a Final Fantasy XIII fue puesto en venta en PlayStation Home, el cual incluye un nuevo apartamento y muebles para el espacio virtual de los usuarios y ropa para los avatares de la comunidad. Dicho contenido fue distribuido de forma gratuita en Japón desde el 17 de diciembre de 2009 hasta el 13 de enero de 2010. El 11 de marzo de 2010 fue puesto en venta en las versiones asiática, europea y norteamericana de PlayStation Home.
Se han puesto en venta diversos paquetes de edición limitada. En Japón se lanzó un paquete de edición limitada que contiene, además del juego, una PlayStation 3 blanca con una imagen rosa de Lighning. Junto con la salida del juego en occidente se lanzó un paquete especial, el cual contiene una consola Xbox 360 con un disco duro de 250 GB, una copia de Final Fantasy XIII además de un código de descarga que permite adquirir contenido adicional. Se han puesto a la venta una cantidad muy limitada de carcasas para Xbox 360 diseñadas por Tetsuya Nomura disponibles en Europa, Norteamérica, Australia y Nueva Zelanda. El 9 de marzo de 2010, Square Enix lanzó una edición especial de coleccionista solo para los territorios PAL disponible tanto para PlayStation 3 como para Xbox 360. Incluye, además del juego, un CD con una selección de la banda sonora elegida por Masashi Hamauzu, un libro de arte con dibujos de personajes y escenarios, tres pósteres y una pegatina con la marca de los lu'Cie. Square Enix lanzó tres libros con contenido acerca del juego y su desarrollo titulados: Final Fantasy XIII Scenario Ultimania, Final Fantasy Battle Ultimania y Final Fantasy Ultimania Ω. El primero contiene información y análisis acerca del sistema de batalla del juego, descripción de sus componentes y entrevistas inéditas con los desarrolladores. El segundo describe los lugares y escenarios del Nido y de Paals, además de entrevistas con quienes las crearon. El último contiene información adicional acerca de los actores de voz, la historia del juego y perfil de los personajes.
Final Fantasy XIII fue el primer juego de la serie con un lanzamiento oficial en territorio asiático, aunque fue exclusivamente para la PlayStation 3. El 16 de diciembre de 2010 fue puesta en venta en Japón una versión internacional del juego para la Xbox 360 llamada Final Fantasy XIII Ultimate Hits International. Esta cuenta un modo de juego «fácil» y las voces de la versión norteamericana subtituladas al japonés. También incluye un libro titulado Final Fantasy XIII Corridor of Memory, el cual es una colección visual de imágenes y contenido extra eliminado. En dicha versión se incluye un nuevo epílogo presentado como una novela llamado Final Fantasy XIII Episode I. El 9 de marzo de 2010 Piggyback lanzó la guía oficial del juego, disponible en español, inglés, francés, alemán y japonés. La página web oficial de PlayStation la describió como «256 páginas de información completa, bien estructurada y repleta de detalles interesantes».

## Secuelas
Durante la Square Enix First Production Department Conference, la cual se realizó en Tokio el 18 de enero de 2011, se anunció que se estaba desarrollando una secuela del juego titulada Final Fantasy XIII-2. Fue lanzada el 15 de diciembre de 2011, en Japón, el 31 de enero de 2012, en América del Norte y el 3 de febrero de 2012, en Europa, tanto para la PlayStation 3 como para la Xbox 360. Motomu Toriyama y Yoshinori Kitase regresaron a sus respectivos roles como director y productor, respectivamente. El juego comienza tres años después de los eventos de Final Fantasy XIII, y presenta a Serah y al recién llegado Noel como los principales protagonistas. XIII-2 es el quinto juego de la serie Final Fantasy tras Final Fantasy X-2, Dirge of Cerberus: Final Fantasy VII, Final Fantasy XII: Revenant Wings y Final Fantasy IV: The After Years. El equipo volvió a crear una segunda secuela titulada Lightning Returns: Final Fantasy XIII, destinada a concluir la historia de Lightning y el universo de Final Fantasy XIII. El juego se lanzó en noviembre de 2013 en Japón y en febrero de 2014 en América del Norte y Europa. Toriyama declaró en la guía especializada de Final Fantasy XIII-2 Ultimania Ω que esperaba escribir una historia «donde Lightning tuviera un final feliz», aunque en ese momento Square Enix no tenía planes de hacer una secuela.